# 科默斯城
科默斯城是美国科罗拉多州亚当斯县下属的一座城市。建市于1952年12月18日，面积大约为34.722平方英里（89.929平方公里）。根据2010年美国人口普查，该市有人口45,913人。2011年估计该市有人口46,941人，相比2010年人口增长率为2.24%。同时，论人口该市是科罗拉多州第18大城市。

## 地理
科默斯城由市中心和丹佛国际机场以北的北部社区组成。
在 2020 年美国人口普查中，该市总面积为 23,295 英亩（94.273 平方公里），其中包括 254 英亩（1.027平方公里）的水域。

## 人口
截至 2000 年人口普查，该市有 20,991 人、6,668 户和 4,974 个家庭。18 岁以下的人口密度为每平方英里 812.2 名居民（313.6/平方公里2），18 至 24 岁为 11.5%，25 至 44 岁为 30.6%，45 至 64 岁为 18.1%，65 岁或以上为 9.2%。中位年龄为 30 岁。每 100 名女性中有 109.3 名男性。每 100 名 18 岁及以上的女性中，有 111.1 名男性。
该市的人口分布显示，白人占 74.15%，非裔美国人占 3.39%，美洲原住民占 1.23%，亚裔占 2.46%，其他种族占 13.15%，两个或两个以上种族占 5.62%。任何种族的西班牙裔或拉丁裔个体占总人口的 46.8%。
该市家庭的收入中位数为 69,268 美元，该市的工资中位数为 54,340 美元。劳动力为 28,684 人，其中 31,086 个工作岗位居住在该市内。大约 15.3% 的家庭和 19.4% 的人口低于贫困线，其中包括 22.5% 的 18 岁以下人群和 15.1% 的 65 岁或以上人群。
|date=May 2015
}}